# Nesoryzomys fernandinae
Nesoryzomys fernandinae је врста глодара из породице хрчкова (лат. Cricetidae). 

## Распрострањење
Еквадор је једино познато природно станиште врсте.

## Станиште
Врста Nesoryzomys fernandinae има станиште на копну.

## Угроженост
Ова врста се сматра рањивом у погледу угрожености врсте од изумирања.

### Популациони тренд
Популациони тренд је за ову врсту непознат.